# Садовень
Садовень, Садовені (рум. Sadoveni) — село у повіті Ботошані в Румунії. Входить до складу комуни Маноляса.
Село розташоване на відстані 402 км на північ від Бухареста, 43 км на північний схід від Ботошань, 98 км на північ від Ясс.

## Населення
За даними перепису населення 2002 року у селі проживали 533 особи, усі — румуни. Усі жителі села рідною мовою назвали румунську.